# Diorini
Diorini es una  tribu de coleópteros polífagos crisomeloideos de la familia Cerambycidae. Comprende un solo género Diorus con una sola especie: Diorus biapiculatus White, 1853